# Chirp spread spectrum

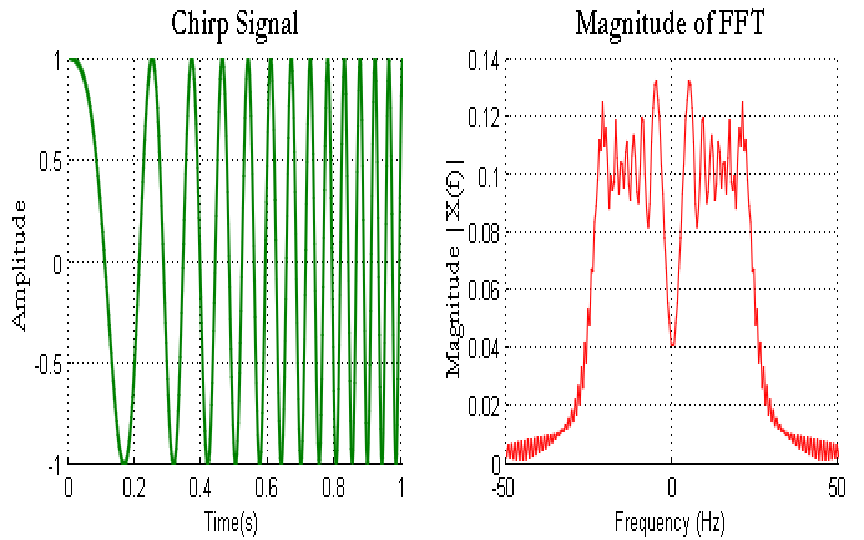
Fig.1 Senyal amb modulació de freqüència Chirp : domini temporal i espectral

Chirp spread spectrum o CSS (Espectre de dispersió de xirp), en comunicacions digitals, és una tècnica d'espectre eixamplat que utilitza polsos xirp de modulació de freqüència lineal de gran amplada de banda per a codificar la informació. Un pols xirp és un senyal sinusoidal la freqüència del qual s'incrementa o es decreix amb el temps. En la Fig.1 hi ha un exemple de pols Chirp, on la freqüència augmenta amb el temps.

## Característiques
- Utilitza la màxima amplada de banda: espectre eixamplat.[4]
- Gran robustesa a interferències de canal o de banda estreta.
- Gran robustesa a interferències de propagació multicamí.
- Resistent a l'eixamplement de Doppler.